# Мар'євка (Куюргазинський район)
Ма́р'євка (рос. Марьевка, башк. Марьевка) — присілок у складі Куюргазинського району Башкортостану, Росія. Входить до складу Зяк-Ішметовської сільської ради.
Населення — 245 осіб (2010; 325 в 2002).
Національний склад:
- чуваші — 35%
- росіяни — 34%